# Cantó de Marsella Lei Tres Lutz
El cantó de Marsella Lei Tres Lutz és un cantó francès del departament de les Boques del Roine, situat al districte de Marsella. És format per part del municipi de Marsella.

## Municipis
Aplega tot o part dels següents barris de Marsella:
- Eoures
- La Treille
- Saint-Menet
- La Valentine
- Les Trois-Lucs
- Les Caillols
- La Fourragère
- Les Camoins
- Les Accates

| Data d'elecció                           | Identitat        | Partit | Qualitat |
| ---------------------------------------- | ---------------- | ------ | -------- |
| 2001-2008                                | Christophe Masse | PS     |          |
| 2008-                                    | Robert Assante   | NC     |          |
| les dades anteriors no són pas conegudes |                  |        |          |